# Endless Space 2
Endless Space 2 — компьютерная игра в жанре глобальной пошаговой 4X-стратегии, разработанная французской компанией Amplitude Studios. Выпуск игры состоялся 19 мая 2017 года для Microsoft Windows и macOS. Продолжение игры Endless Space.

## Игровой процесс
Каждый игрок в начале, выбрав одну из восьми гуманоидных и негуманоидных рас, получает одну колонизированную звёздную систему и одну заселённую планету. Каждую из уникальных рас характеризует целый ряд черт, воздействующих на ведение войн, развитие науки, рост населения и тому подобные параметры. Эти черты могут заметно повлиять на стратегию игры, давая преимущество в достижении определённого типа победы: дипломатической, научной, военной, территориальной или «чудесной».
Галактика, где и происходит действие игры, генерируется случайно: старые и молодые звёзды окружаются различными типами планет и связываются космическими струнами в случайном порядке. Впрочем, на выбор формы галактики можно влиять, выбирая соответствующий пункт в меню, как и выбирая количество ресурсов, число планет в системах и некоторые другие показатели. Расширяя свои империи, игроки воюют, торгуют и вступают в альянсы. Но первоначально все находятся в состоянии «холодной войны» и могут направить развитие взаимоотношений в ту или иную сторону, возможен обмен технологиями, ресурсами, реликвиями.
В Endless Space 2 используется пять основных ресурсов, влияющих на экономику: еда, промышленность, пыль (эквивалент денег), наука и влияние (в оригинале этого ресурса не было) (англ. Food, Industry, Dust, Science, Influence). Возможно исследование технологий в области науки, экономики, войны и развития инфраструктуры, сами технологии поделены на эры. У каждой фракции есть цепочка основных квестов, а в игровой вселенной есть миссии, связанные с планетами и аномалиями.
Государственный строй в игре может быть демократией, диктатурой, республикой и федерацией. В выборах в сенат участвуют шесть политических партий (пацифисты, учёные, индустриалисты, экологи, военные и теократы), в случае победы они могут влиять на принимаемые игроком решения и издаваемые законы.
Реакция игрока на случайные события напрямую влияют на взгляды и политические предпочтения подвластного населения. Каждая фракция имеет собственную сюжетную кампанию, основанную на квестах.
Игрок может нанимать героев, способных в дальнейшем развиваться по четырём путям развития (искатель, страж, надзиратель и советник). Класс обладает общими и уникальными способностями, самих героев можно поставить руководителем флота или сената.

### Звёздные системы
Являющиеся основными производителями ресурсов, звёздные системы, их колонизация, контроль и удержание в военных конфликтах — становятся ключевым элементом игры.
Каждая система, образованная вблизи молодой или старой звезды, имеет некоторое число планет разного типа. Только наиболее благоприятные для жизни могут быть колонизированы в самом начале, для исследования оставшихся требуются изучением технологий. Помимо этого неблагоприятные планеты снижают уровень благополучия населения и отношение к правителю. Это ещё один фактор, который ограничивает слишком быструю экспансию.
Каждый тип планет обладает преимуществом в производстве какого-то одного из ресурсов, которые производятся пропорционально числу населения, и улучшения, построенным на них. Другие ресурсы, которые могут потребоваться для возведения зданий и строительства кораблей встречаются редко и добыть их можно только после освоения технологий. Впрочем, эти ресурсы, хотя их и мало, не кончаются и доступны сразу во всех звёздных системах, если только какая-то из них не находится под блокадой.
Помимо основных и малых цивилизаций в игре присутствуют пираты, чьи флотилии контролируют целые системы.

### Военные действия
Отношения, начинающиеся с «холодной войны», которая позволяет сражаться только в нейтральной части галактики, скоро перерастают в мирные или в войну. Нейтральный дипломатический статус позволяет торговать, обмениваться технологиями, редкими ресурсами. Альянс даёт более выгодные условия сделок, но игрок обязан вступить в войну при любом конфликте союзника, иначе же альянс будет расторгнут.
Войны также связаны с развитием технологий, открывающим новые типы кораблей и оружия для них. Существуют три вида орудий нападения и защиты, из-за чего их правильный подбор в соответствие с возможностями врага становится важной частью стратегии. Дополнительные модули позволяют увеличить запас жизни, дальность передвижения, количество полезной нагрузки и возможность колонизировать планеты.
Космические и наземные бои проходят автоматически, игрок может определить тактику боя и построение.

### Расы
С выходом игры были доступны десять видов цивилизаций.
- Водяни (Vodyani). Были спасены от гибели технологиями, собранными из руин Виртуальных Вечных. Покинувшие убитый безжалостной индустриализацией родной мир, Водяни создали посвящённый Вечным религиозный культ, оправдывающий паразитирование на других цивилизациях ради получения эссенции. Склонность фракции — «Корабль-ковчег», используется взамен колонизации систем. Родной мир — Чиноми.
- Горацио (Horatio). Одноимённый эксцентричный триллионер, от скуки покинувший империю Мезари, в дальнейшем обнаружил необитаемую планету, на которой объявил себя императором. За несколько десятилетий с помощью технологий Вечных он смог себя усовершенствовать и наладить производство клонов. Склонность фракции — «Охотник за генами», позволяет ассимилировать других игроков и усиливать самих Горацио. Родной мир — Горацио Прайм.
- Единая Империя (United Empire). Человеческая монархия во главе с императором Максимилианом Зелевасом, возникшая на основе флота поселений Мезари. Склонность фракции — «Воля императора», позволяет использовать влияние для покупки технологий, сооружений и товаров на рынке. Родной мир — Райя.
- Люмерис (Lumeris). Раса гуманоидных амфибий, живущая на основе клановой системы. Основной деятельностью является производство и торговля. Склонность фракции — «Торговцы планетами», позволяет выкупать планеты вместо их колонизации. Родной мир — Дженес.
- Накалимы (Nakalim) — ровесники Вечных, имевшие собственную империю под покровительством Потерянных. После того, как Вечные уничтожили Потерянных ради пыли, государство Накалимов начало разрушаться и они ушли в гибернацию, ожидая своего возвращения к величию согласно древнему пророчеству. Были обнаружены и пробуждены еретиком империи Водян Исиандром[7]. Склонность фракции — «Последняя империя», позволяет накалимам использовать реликвии времён своего былого величия с целью получения власти и знаний. Родной мир — Собра.
- Несгибаемые (Unfallen). Миролюбивая раса деревьев, вынужденная обратить свой взор за пределы планеты из-за начавшейся межгалактической войны. Склонность фракции — «Небесные побеги», используются для расширения территории, колонизации и помощи союзникам, может давать бонусы и штрафы. Родной мир — Коясил.
- Повелители времени (Riftborn). Были вынуждены покинуть параллельное измерение Короз из-за катастрофы, во вселенной Вечных приняли облик роботов. Склонность фракции — «Скульпторы континиума», позволяет влиять на ход времени через возведение сингулярностей. Родной мир — Авангард.
- Пожиратели (Cravers). Раса насекомых-киборгов, созданная Вечными. В рамках бесконечной экспансии порабощают миры, используя имеющиеся там ресурсы для новых войн и кормления Роя. Склонность фракции — «Рабовладельцы», позволяет порабощать другие цивилизации для увеличения производства. Родной мир — Остов.
- Софоны (Sophons). Раса существ, главный идеал которой есть постижение тайн мира, исследование галактики. Склонность фракции — «Всеведение», снижает стоимость нового исследования, если изученная до этого технология была неизвестна другим цивилизациям. Родной мир — Хеким.
- Хранители (Vaulters). Потомки Хранителей из Endless Legend, спасшиеся с умирающей планеты Аурига на корабле «Аргоси». Склонность фракции — «Метасвёртываемость», позволяющая телепортировать флот между системами. Родная планета — Аурига.
- Хишшо (Hissho). Раса птицеобразных, созданные Вечными в качестве гладиаторов для собственного развлечения. Дизайн расы представляет собой смесь мезоамериканской и японской культур. Склонность фракции — Честь, которая специальной механикой усиливает военные и производственные возможности системы. Родной мир — Учи.
- Хор теней (Umbral Сhoir). Единое нематериальное существо, пришедшее в измерение Вечных с целью принести мир и гармонию их творениям. Склонность расы — В тени, позволяющая занимать миры через постройку святилищ и переносить туда родной мир. Родной мир — Нексус.

В игре также присутствуют малые цивилизации, с которыми игрок может наладить дипломатические отношения (ряд из них были играбельными фракциями в первой части):

| - Амёба - Амблир - Бхагаба - Гармония - Гнашаст - Деюйванс - З’вали - Калгерос - Маврос | - Нирис - Пилигримы - Пульсары - Ремнанты - Сёстры милосердия - Тиканан - Харошем - Эйдеры - Эпистис |

## Разработка и выпуск
О работе над продолжением Endless Space стало известно в июле 2015 года, когда Amplitude Studios опубликовала короткий пререндеренный ролик.
6 октября 2016 года игра попала в ранний доступ Steam, хотя изначально её выход планировался в сентябре. В данной версии игры были доступны фракции Водяни, Пожиратели, Люмерис и Софоны, дальнейшими обновлениями были добавлены Единая Империя и Горацио.
19 мая 2017 года игра покинула ранний доступ Steam, сумев за это время разойтись тиражом в 70 тыс. копий. В этот же день состоялся её релиз в стандартном и делюксовом изданиях.

## Дополнения
22 июня 2017 года вышло бесплатное дополнение «Stellar Prisoner Update», куда добавили новый квест, несколько новых героев и уникальных планет для исследования, а также были добавлены некоторые инструменты для моддеров.
12 сентября 2017 года состоялся релиз «Target Locked Update», добавлявший в игру корабельные модули, нового героя и квест.
31 октября 2017 года вышел «Little Grin Man Update» с новым героем, квестом и малой цивилизацией Амблир.
16 ноября 2017 года стал доступен «Galactic Statecraft Update», серьёзно изменяющий дипломатическую механику игры (дозволялось выдвигать другим цивилизациям требования, при дипломатическом отказе возможны штрафы для экономики, науки или вооружённых сил игрока, контекстная дипломатия, внедрение экономических санкций) и вводящий изменения в игровой процесс.
18 января 2018 года честь семилетия Amplitude Studios вышло «Endless Day Update» с эксклюзивным квестом, героем и аномалией.
Также на сайте игрового сообщества Games2Gether можно разблокировать дополнение «Community Challenge», содержащее новую планетарную аномалию, корабельные модули, событие, героя, тип галактики и внешний вид флота одной из цивилизаций.
25 января 2018 года DLC «Vaulters» внесло в игру одноимённую фракцию Хранителей, малую цивилизацию Сестёр Милосердия и механику «пиратской дипломатии» (позволяющую игроку выстраивать отношения с пиратскими флотами).
19 февраля в честь акции SEGA Make War Not Love вышло бесплатное дополнение Guardians & the Galaxy Update, вводящее нового героя, квест, улучшение для империи и контекстные дипломатические действия. 26 апреля 2018 г. были выпущены бесплатные комиксы Endless Space 2 — Stories.
12 марта вышли дополнения Lost Symphony (содержало семь новых музыкальных композиций и младшую расу Гармония) и Untold Tales (21 новый квест, 4 малых фракции и 4 героев).
2 августа вышло DLC Supremacy, содержавшее новую фракцию Хишшо (ранее относившуюся к малым цивилизациям), малую цивилизацию, и новый класс кораблей — «Бегемот».
11 сентября вышло бесплатное дополнение «Renegade Fleets», содержащее альтернативные расцветки для флотов 7 игровых рас.
15 ноября появились дополнения. «Harmonic Memories» (включало в себя девять музыкальных композиций из оригинальной Endless Space 2012 года и нового героя фракции Гармония FES2 Reflects) и «Celestial Worlds» (новая квестовая линия Академии из 14 глав, 2 уникальные планеты, 6 новых оружейных модулей для кораблей и 8 новых улучшений имперского уровня).
24 января 2019 года вышло дополнение «Penumbra», добавляющее в игру основную фракцию Хор Теней.
12 сентября 2019 года вышло дополнение, добавляющее в игру основную фракцию Накалимов и переделывающее механику Академии, которая становится межзвёздной империей и будет предлагать игроку различные задания.

## Отзывы и награды
| Сводный рейтинг       | Сводный рейтинг |
| Агрегатор             | Оценка          |
| --------------------- | --------------- |
| GameRankings          | 81,17 %         |
| Metacritic            | 80/100          |
| Иноязычные издания    |                 |
| Издание               | Оценка          |
| Destructoid           | 8.5/10          |
| GameRevolution        | 9/10            |
| GameSpot              | 8/10            |
| GameStar              | 82%             |
| IGN                   | 7.9/10          |
| PCGamesN              | 8/10            |
| PC Gamer (US)         | 77/100          |
| Русскоязычные издания |                 |
| Издание               | Оценка          |
| 3DNews                | 8/10            |
| Riot Pixels           | 85%             |
| StopGame.ru           | [ 31 ]          |
| «Канобу»              | 8/10            |

Endless Space была положительно воспринята критиками, в настоящее время с общим счётом 80/100 на Metacritic.
Обозреватели журнала «Игромания» Глеб Бесхлебный и Лев Левин дали игре оценку в 8,5 балла из 10 возможных. К достоинствам были отнесены геймплей, графика и музыкальное оформление, к недостаткам — ограниченное влияние на сражения и баги.
Рецензент Riot Pixels оценил Endless Space 2 в 85 % из 100 возможных. К достоинствам проекта он отнёс художественную составляющую, проработанность фракций и интерфейса, к недостаткам — проблемы с производительностью и простоту ряда игровых режимов (дипломатия, боевая система).
Обозреватель GameSpot Бретт Тодд дал игре 8 баллов из 10 возможных. Одобрение получили сюжет, разнообразие фракций, графика и звук, негативной реакции удостоились ряд элементов интерфейса и система боя.
Сайт StopGame.Ru поставил игре «Похвально», отметив графику, звук, геймплей и квесты, но отметил предсказуемость ИИ, плохую проработку боёв и наличие багов. Игра была признана лучшей стратегией 2017 года по мнению редакции сайта.

### Награды
Endless Space 2 стала номинантом двух премий: Golden Joystick Awards («Компьютерная игра года») и D.I.C.E. Awards («Стратегия/Компьютерный симулятор года»).

### Продажи
Летом 2018 года, благодаря уязвимости в защите Steam Web API, стало известно, что точное количество пользователей сервиса Steam, которые играли в игру хотя бы один раз, составляет 750 761 человек.